# Lorraine Dille Williams
Lorraine Dille Williams (1949) è un'editrice statunitense, che ha diretto la Tactical Studies Rules (TSR) dal 1986 al 1997.
Williams fu assunta come manager della compagnia da Gary Gygax nel 1984. L'anno seguente ottenne il controllo della compagnia quando i fratelli Blume (Brian e Melvin) le cedettero la loro quota della società. Nel 1996 un inaspettato alto ritorno di libri di narrativa invenduti dalle librerie e un tentativo fallito nel lancio del gioco collezionabile Dragon Dice, causò gravi problemi finanziari, forzando la Williams a vendere la TSR alla Wizards of the Coast nel 1997.
Williams aveva ereditato i diritti su Buck Rogers e una grande collezione di memorabilia correlati al personaggio, che successivamente vendette all'asta.

## Biografia
Lorraine Williams era la nipote di John F. Dille che negli anni venti, mentre era presidente del syndicate National Newspaper Service fece in modo di trasformare Buck Rogers in una striscia a fumetti. Dopo la morte di Dille nel 1957 la proprietà di Buck Rogers e di altri lavori passò nelle mani di Lorraine attraverso il trust della famiglia Dille, rendendola l'ereditiera della franchise Buck Rogers. Quando il trust venne venduto la famiglia Dille mantenne i diritti sulla licenza di Buck Rogers, così come una collezione di memorabilia che John F Dille aveva accumulato nel corso di trent'anni. Williams aiutò il padre a catalogare e immagazzinare tutti gli oggetti.
Frequentò l'Università della California - Berkeley, dove ottenne un Bachelor of Arts in storia. Dopo il diploma iniziò a lavorare al National Newspaper Syndicate, quindi fu amministratrice assistente al Rush-Presbyterian-St. Luke's Medical Center. Infine fu assunta al National Easter Seal Society, dove lavorò come amministratrice.

### L'ingresso nella TSR
Gary Gygax, coinventore del gioco di ruolo Dungeons & Dragons e comproprietario della TSR, nel 1982 si trovava a Hollywood per lavorare sul licenziamento del marchio Dungeons & Dragons, lasciando la conduzione della compagnia agli altri comproprietari, i fratelli Kevin e Brian Blume. Il suo lavoro a Hollywood portò alla produzione della serie animata Dungeons & Dragons. Nel corso del suo lavoro Gygax conobbe Flint Dille con cui collaborò alla produzione di una serie di librogame e ad una sceneggiatura per un film su Dungeons & Dragons rimasta inutilizzata. Nel 1984 Gygax venne avvertito che la TSR era in debito di 1,5 milioni di dollari e che i fratelli Blume stavano cercando di venderla. Nel tentativo di portare nuovi investimenti nella compagnia, Gygax chiese a Flint Dille di organizzargli un incontro con la sorella, Lorraine Williams. Sebbene questa rifiutò l'offerta di Gygax di investire nella TSR, Gygax la assunse sulla base della sua esperienza manageriale per gestire la TSR. Gygax successivamente riuscì a espellere Kevin Blume, ma i fratelli Blume cedettero le loro azioni alla Williams, rendendola la socia di maggioranza. Gygax tentò di licenziare la Williams e di rimpiazzarla con la sua futura moglie, Gail Carpenter, ma venne consigliato di non farlo. Gygax tentò di far dichiarare illegale la vendita delle azioni, quando anche questo fallì cedette anche la sua quota delle azioni alla Williams e lasciò la TSR alla fine del 1985.

### Al controllo della TSR
Williams era una pianificatrice finanziaria che vide la potenzialità per ritrasformare la compagnia piagata dei debiti in una di nuovo di valore. Comunque apparentemente disprezzava i giocatori considerandosi superiore a loro.
Continuò ad ostacolare i tentativi di Gary Gygax di rientrare nell'industria del gioco. Gygax, dopo aver lasciato la TSR, aveva fondato la New Infinities Productions e successivamente sviluppato un gioco di ruolo che comprendeva diversi generi, chiamato Dangerous Journeys. Quando il gioco venne pubblicato dalla Game Designers' Workshop, Williams fece immediatamente causa sostenendo che infrangeva le proprietà intellettuali della TSR. La causa venne infine risolta fuori dalla corte, con la TSR che acquistò tutti i diritti sul sistema Dangerous Journey dalla New Infinities e lo seppellì definitivamente in magazzino. Senza un prodotto da vendere la nuova compagnia di Gygax chiuse i suoi affari.
Sotto la direzione della Williams la TSR mantenne inizialmente la sua posizione di leadership nei giochi di ruolo e solidificò la sua espansione in altri campi, come riviste, narrativa e fumetti. Alcune delle più popolari saghe letterarie di Dungeons & Dragons, come i romanzi di R. A. Salvatore su Drizzt Do'Urden e la serie Dragonlance di Margaret Weis e Tracy Hickman, sono state pubblicate in quel periodo. 
Attraverso la sua famiglia la Williams deteneva i diritti sulla franchise Buck Rogers e incoraggiò la TSR a produrre giochi e romanzi basati su di essa. Nel 1988 curò Buck Rogers: The First 60 Years in the 25th Century. La TSR pubblicò un gioco da tavolo, un gioco di ruolo (Buck Rogers XXVC), una linea di romanzi, fumetti e un videogioco basato sul gioco di ruolo prodotto dalla SSI usando il motore di gioco Gold Box.

### Il declino della TSR
Per il 1995, la TSR era stata superata in volume di vendite sia dalla Games Workshop, che dalla Wizards of the Coast. Nel 1996, la TSR tentò di entrare nel mercato del giochi di carte collezionabili con Dragon Dice, che utilizzava dadi speciali invece di carte da gioco. Come per i giochi di carte collezionabili i giocatori iniziavano con un assortimento misto di dadi base e potevano migliorarlo acquistando scatole di espansioni. oltre a questa iniziativa la TSR decise anche di pubblicare dodici romanzi in brossura, nonostante negli anni precedenti ne avesse pubblicati solo uno o due all'anno.
Le vendite di Dragon Dice furono inizialmente buone e la TSR produsse rapidamente diverse espansioni. Inoltre promosse aggressivamente il gioco nelle librerie tradizionali appoggiandosi alla Random House. Comunque il gioco non vendette bene nelle librerie e le vendite dei set di espansione nei negozi di giochi tradizionali non furono buone. Anche le vendite dei romanzi in brossura non furono quelle attese. Nonostante guadagni per 40 milioni di dollari la TSR terminò il 1996 con poche riserve finanziarie. Quando la Random House ritornò una quantità inaspettatamente alta dei romanzi e set di Dragon Dice invenduti, chiedendo un rimborso di diversi milioni di dollari, la TSR si trovò senza fondi. Non potendo pagare le fatture delle tipografie e delle ditte che fornivano i servizi logistici, queste rifiutarono nuovi lavori. Senza la possibilità di stampare e/o spedire prodotti la TSR si trovò senza i mezzi per generare nuovi ricavi o chiedere prestiti a breve termine
A dicembre 1995 la TSR fu costretta a licenziare trenta dipendenti, mentre altri se ne andarono per disaccordi sulla gestione della crisi.. L'edificio di Lake Geneva, che costituiva la sede storica della società, fu venduto per pagare le tipografie; in seguito la stessa villa della Williams venne ipotecata, senza riuscire a uscire dalla crisi. Il 10 aprile 1997 venne venduta alla Wizards of the Coast, che per la cifra di 30 milioni di dollari ottenne tutte le proprietà della TSR inclusi i diritti su D&D e la Gen Con..

### Asta della collezione
Nell'agosto 2010 la Williams annunciò che stava mettendo all'asta quella che descrisse come la più grande collezione di fumetti originali, prototipi, giocattoli e memorabilia di Buck Rogers, il materiale che aveva catalogato con il padre molti anni prima. L'asta si tenne il 28 agosto 2010.